# Інтенсивність розробки пласта корисної копалини
Інтенсивність розробки пласта корисної копалини (рос. интенсивность разработки пласта полезного ископаемого; англ. relative intensity of reservoir engineering; нім. relative Intensität f des Flözabbaus) — показник, який характеризує відносний темп вироблення пластів багатопластового об’єкта, що виражається через відношення частки видобутку із конкретного пласта в річному видобутку з об’єкта в цілому до частки запасів цього пласта в початкових видобувних запасах об’єкта.
Найчастіше застосовується при нафтовидобуванні.